# Doxorubicin
Doxorubicin, sålt under varumärken som Adriamycin är ett cellgift som används vid behandling av olika former av cancer. Exempel på olika typer av cancer som behandlas med detta är bröstcancer, Kaposis sarkom, lymfom och akut lymfatisk leukemi. Doxorubicin sätts intravenöst och används ofta i kombination med andra cytostatika.